# Langsnavelwinterkoning
De langsnavelwinterkoning (Cantorchilus longirostris; synoniem: Thryothorus longirostris) is een zangvogel uit de familie Troglodytidae (winterkoningen).

## Verspreiding en leefgebied
Deze soort is endemisch in Brazilië en telt 2 ondersoorten:
- C. l. bahiae: noordoostelijk Brazilië.
- C. l. longirostris: oostelijk Brazilië.